# Stenospermation allenii
Stenospermation allenii là một loài thực vật có hoa trong họ Ráy (Araceae). Loài này được L.D. Gómez & Croat miêu tả khoa học đầu tiên.